# Guerra do Pinheirinho
A Guerra do Pinheirinho foi um conflito armado entre forças do Estado e personagens ligados ao messianismo, ocorrido no ano de 1902, na cidade de Encantado, no estado brasileiro do Rio Grande do Sul.
O referido movimento ocorreu no território do atual município de Roca Sales, à época denominado Conventos Vermelhos, distrito do município de Estrela.
Um movimento religioso semelhante à dos Muckers de Sapiranga, porém formado por caboclos, imigrantes extratores de erva-mate e pessoas sem emprego, muitos dos quais remanescentes da Revolução Federalista, que passaram a vagar pela região, ficando conhecidos como "Monges do Pinheirinho."
Foram fortemente reprimidos e a maioria de seus integrantes massacrados pela Brigada Militar. É sabido que sobreviventes viriam a participar da Guerra do Contestado, inclusive com menção do Monge João Maria no movimento, hipótese improvável, já que tal identidade era comumente invocada por inúmeros líderes de movimentos similares.